# ساندرو غوايانو
ساندرو غوايانو (بالبرتغالية: Sandro Goiano‏) هو لاعب كرة قدم برازيلي في مركز الوسط، ولد في 6 أغسطس 1973 في بيرونوبوليس في البرازيل. لعب مع سبورت ريسيفي وغريميو بورتو أليغرينزي ونادي بارانا ونادي غوياس ونادي كاشياس دو سول.